# 人口转型
人口转型（英語：Demographic transition）是指一个国家或地区从工业化前的经济体制向工业化经济体制过渡，往往伴随着从高出生率和高死亡率过渡到低出生率和低死亡率的现象。 这个理论是由美国人口学家沃伦 · 汤普森在1929年提出的，他观察和研究过在过去两个世纪里工业化社会的出生率和死亡率的变化或转变。  大多数发达国家已完成人口结构转型，出生率较低; 而大多数发展中国家正处于这一转型过程中。 主要的(相对的)例外是一些贫穷的国家，主要是在撒哈拉以南非洲和一些中东国家，这些国家正处于贫困状态，或者受到政府政策或内乱的影响，特别是巴基斯坦，巴勒斯坦领土，也门和阿富汗。
孤立地看，人口转型模型可以预测，随着社会日益富裕，出生率将持续的下降; 然而，最近的数据却与此相反。数据显示，当一个国家超过一定发展水平时，其出生率将再次上升。 此外，在长期来看，人口结构的转变应该由于高生育率和高死亡率的进化压力来逆转。
由于生育率下降与社会和经济发展之间存在着既定的历史关联，某种形式的人口转型在社会科学中被广泛的接受。 目前学术界的争论主要在于这两个相关现象的因果联系。即是工业化和高收入导致人口减少，还是人口减少导致工业化和高收入。 人均收入增加、女性收入增加、死亡率降低、老年保障和人力资本需求增加... 各种可能的、相互关联的因素在人口的转型中上起了多大程度的作用也是学术界争论的话题之一。

人口转型概览，将低于更替率的生育率划分为"第5阶段"

## 理论的历史
这一理论是基于美国人口学家[[克萊·湯普森|汤普森](1887-1973)在1929年对人口统计史的解释。 法国的阿道夫 · 兰德里在1934年左右对人口模式和人口增长的潜力做了类似的观察。 在20世纪40年代和50年代，弗兰克 · w · 诺特斯坦提出了一个更加正式的人口转变理论。 到2009年，生育率与工业发展之间存在负相关关系已成为社会科学中最广为接受的发现之一。

## 理论概述
过渡包括四个阶段，或者说五个阶段。

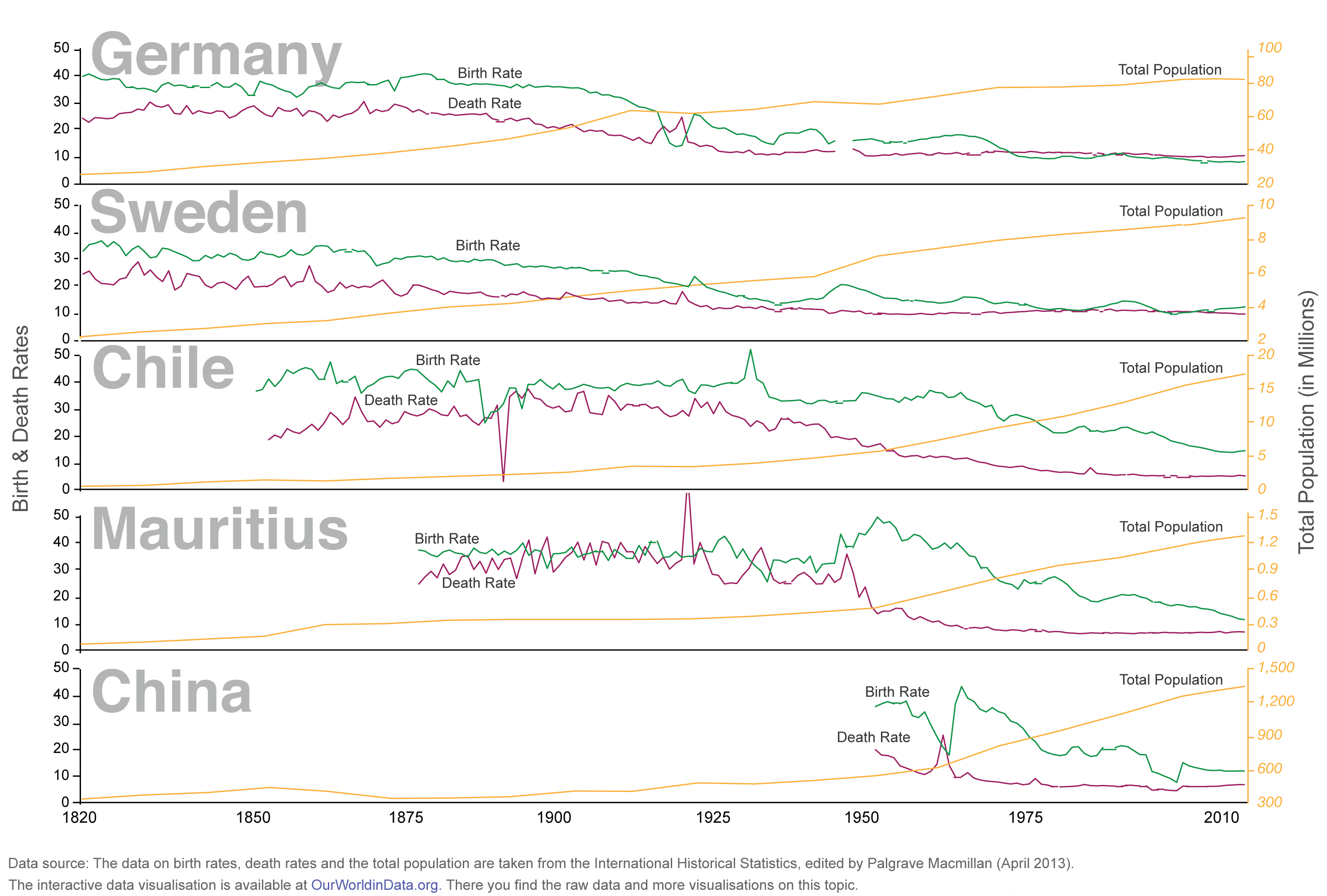
1820年至2010年德国、瑞典、智利、毛里求斯的人口变化。
粉色线: 粗死亡率(CDR) ，绿色线: 粗出生率(CBR) ，黄色线: 人口。

- 在第一阶段，前工业化社会 死亡率和出生率很高，且二者大致处于平衡状态。 直到18世纪晚期，高死亡率和高出生率的平衡在西欧结束之前，几乎所有人类种群都被可以认为是处于这种平衡状态的。[8] 事实上，至少自一万多年前的农业革命以来，人类整体的人口增长率还不到0.05% 。[8] 在这一阶段，人口增长通常非常缓慢，因为社会受到粮食供应的限制; 因此，除非社会开发新技术来增加粮食生产(例如发现新的粮食来源或实现更高的作物产量) ，否则出生率的任何波动很快就会与死亡率相匹配。[8]
- 在第二阶段，即发展中国家，由于粮食供应和卫生条件改善，预期寿命增加，疾病减少，从而死亡率迅速下降。 粮食供应方面的改观主要是由作物的选择繁育、轮作和农业技术的进步造成的。[8] 其他的技术进步包括烤炉、烘焙技术和电视的发明等等。 例如，公共卫生的许多改善降低了死亡率，尤其是儿童死亡率。[8] 在二十世纪中叶之前，公众健康的改善主要集中在食物处理、供水、污水处理和个人卫生方面。[8] 人们经常提到的一个案例是，女性识字率的提高与19世纪末和20世纪初出现的公共卫生教育方案的相关性。[8] 在欧洲，死亡率在18世纪末开始下降，并在接下来的100年左右蔓延到南部和东部西北欧。[8] 如果出生率没有相应的下降，就会产生不平衡，处于这一阶段的国家人口就会大幅度增加。
- 在第三阶段，出生率下降是由于各种生育因素，如获得避孕措施、工资增加、城市化、自给农业减少、妇女地位和教育水平提高、儿童工作价值降低、子女教育亲代投资增加和其他社会变化。  人口增长开始趋于平稳。 发达国家的出生率下降始于19世纪末的北欧。[8] 虽然避孕措施的改善确实对出生率的下降起到了一定作用，但应该指出的是，避孕用具在19世纪并不普遍可得，也没有广泛使用，因此很可能在当时的出生率下降中没有发挥重要作用。[8] 值得注意的是，出生率下降也是由于价值观的转变造成的，而不仅仅是因为避孕手段的出现。[8]
- 在第四阶段，低出生率和低死亡率并存。 出生率可能会像德国、意大利和日本那样下降到远低于更替水平，导致人口减少，这对依赖人口增长的许多行业构成威胁。 由于出生在第二阶段的人口众多，这给不断减少的劳动人口带来了经济负担。 在发达国家，由于运动水平低、肥胖率高和人口老龄化，由生活方式引起的疾病增加，死亡率可能持续保持低水平，也可能略有增加。 到了20世纪后期，发达国家的出生率和死亡率趋于平稳的较低水平。[2]
- 一些学者提出，在模型的第四阶段之后，也存在低于更替生育率水平的"第五阶段"。 而其他不同的的假说中，"第五阶段"涉及生育率的提高。[4]

与所有模型一样，这是这些国家人口变化的理想图景。 该模型是一个适用于这些国家作为一个整体的概括，可能不能准确地描述所有的个别情况。 它在多大程度上适用于今天的欠发达社会仍有待观察。 由于社会和经济的快速变化，中国、巴西和泰国等许多国家已经非常迅速地通过了人口转型模型(DTM)。 一些国家，特别是非洲国家，由于发展停滞和艾滋病的影响，似乎在第二阶段停滞不前。

## 第一阶段
在工业化之前的社会，死亡率和出生率都很高，并且随着干旱和疾病等自然事件的发生而迅速波动，从而产生了一个相对稳定和年轻的人口。 计划生育和避孕实际上是不存在的; 因此，出生率基本上只受到妇女生育能力的限制。 移民在某些特殊情况下降低了死亡率(例如，19世纪的欧洲，特别是美国东部) ，但总体而言，死亡率往往与出生率相当，每年往往超过4% 。 孩子们从小就为家庭经济做出了贡献，他们背水、打柴、传递信息、照顾弟弟妹妹、打扫卫生、洗碗、准备食物、下地干活。 抚养一个孩子比养活他或她的花费多不了多少; 没有教育或娱乐费用。  因此，抚养孩子的总成本几乎没有超过他们对家庭的贡献。  此外，随着他们长大成人，他们成为家庭企业的主要投入，主要是农业，并成为老年人的主要保险形式。  在印度，一个成年的儿子是阻止一个寡妇陷入贫困的唯一因素。  虽然死亡率仍然很高，但毫无疑问需要儿童，即使存在预防儿童死亡的手段。
在这一阶段，社会按照马尔萨斯的范式进化，人口基本上由食物供应决定。 粮食供应的任何波动(例如，由于技术进步而出现的正面波动，或者由于干旱和害虫入侵而出现的负面波动)都倾向于直接转化为种群的波动。 造成重大死亡的饥荒是经常发生的。 总的来说，第一阶段的族群动态可以和野生动物相媲美。 根据爱德华，revocatus 的说法。 (2016年)这是世界人口转型的早期阶段，也是小型捕鱼活动、农业耕作、畜牧业和小型企业等主要活动的拥有属性。

## 第二阶段
这一阶段导致了死亡率的下降和人口的增加。  欧洲导致这一阶段的变革始于18世纪的农业革命，最初进展缓慢。  在20世纪，发展中国家的死亡率下降趋势要快得多。  这一阶段的国家包括也门、阿富汗、巴勒斯坦领土、伊拉克和大部分东南亚撒哈拉以南非洲(但不包括南非、津巴布韦、博茨瓦纳、史瓦济兰、莱索托、纳米比亚、肯尼亚、加蓬和加纳，这些国家已经开始进入第三阶段)。
- 首先，由于农业耕作方法产量提高和运输条件改善，粮食供应得到改善，从而减少了饥饿和缺水造成的死亡。  农业方面的改进包括轮作、人工选择和种子播种技术。
- 其次，公共卫生的显著改善降低了死亡率，尤其是儿童的死亡率。 这些都不是很多医学上的突破(欧洲在20世纪中期进步之前经历了第二阶段，尽管19世纪在医学方面取得了重大进展，例如疫苗接种的发展) ，而是随着对疾病原因的科学认识的增加以及母亲教育和社会地位的改善，在供水、污水处理、食品处理和一般个人卫生方面取得了改进。

第二阶段死亡率下降的一个后果是人口增长日益迅速(又称"人口爆炸") ，因为死亡和出生之间的差距越来越大。 请注意，这种增长不是由于生育率(或出生率)的提高，而是由于死亡人数的下降。 由于工业革命，这种人口变化发生在19世纪的西北欧。 20世纪下半叶，欠发达国家进入了第二阶段，造成世界范围内活着的人数迅速增加，这一点今天已引起人口学家的关注。 在 DT 的这个阶段，如果没有进步的政府，国家很容易成为失败的国家。

2005年安哥拉人口金字塔

人口转型第二阶段的另一个特点是人口年龄结构的变化。 在第一阶段，大多数死亡集中在生命的头5-10年。 因此，最重要的是，第二阶段死亡率的下降意味着儿童存活率的提高和人口的增长。 因此，人口的年龄结构变得越来越年轻，并开始有大家庭，这些儿童中有更多进入其生命的生殖周期，同时保持其父母的高生育率。 "年龄金字塔"的底部首先在儿童、青少年和婴儿所在的地方扩大，加速了人口增长率。 今天第三世界的一个例子说明了这种人口的年龄结构。

## 第三阶段
在人口过渡模型(DTM)的第三阶段，由于经济条件的改善、妇女地位和教育的提高以及获得避孕藥具的機會的增加，死亡率很低，出生率下降。 出生率的下降在各國之間波動，出生率下降所经歷的时間跨度也是如此。 第三阶段通过出生率的下降使人口趋于稳定。 有几个生育因素导致了这种最终的下降，这些因素大体上與少子化相似，儘管其中一些是推測性的:
- 在農村地區，兒童死亡率持續下降，這意味著父母意識到他們不需要為了確保一個舒適的晚年而生下這麼多的孩子。 随着兒童死亡率繼續下降，收入增加，父母更加認為，少生幾個孩子就足以幫助家庭經營，並在老年时照顧他們。
- 日益增長的城市化改變了農村社會對生育率和兒童價值的傳統看法。城市生活也增加了家庭撫養孩子的成本。有理論表明城市化打亂了最佳的交配模式，也有助於降低出生率。 2008年在冰岛进行的研究發現，生育能力最强的婚姻是遠親之間的婚姻。 在更遠的遠系繁殖中遗傳上的不兼容性使得繁殖更加困难。[15]
- 在農村和城市地區，父母為孩子付出的代價由於義務教育的引入和教育孩子以便他們能夠在社会中占据一個受人尊敬的位置的需求的增加而加劇。  法律越来越禁止儿童在家庭以外工作，对家庭的贡献也越来越有限，因為學齡兒童越来越不指望對家務工作作出重大貢獻。  甚至在20世纪赤道非洲，5岁以下的儿童现在要求穿著衣服和鞋子，甚至可能要求穿校服。 父母們開始認為给孩子買書和玩具是一種義務，部分原因是教育和計畫生育的普及，人們開始重新评估他們對孩子的需求和培養孩子的能力。[10]

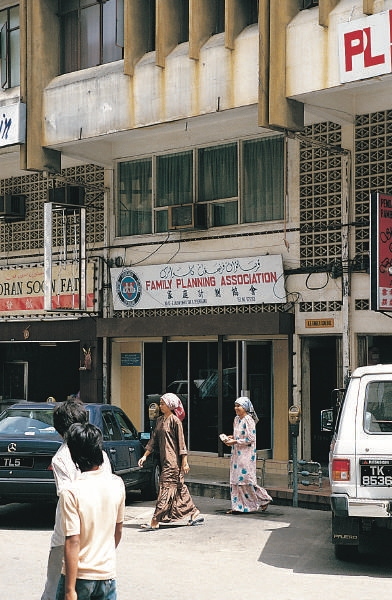
在马来西亚等处于第三阶段的国家，降低出生率的一个主要因素是计划生育设施的可用性，就像這個位于 Terengganu 瓜拉登嘉楼的国家。

- 識字率和就業率的提高降低了對生育和做母親这一衡量婦女地位的標準不加批判的接受程度。 職業婦女扶養子女的时間較少; 在南歐或日本等傳統上父親對扶養子女貢獻很少或没有貢獻的國家，这一問題尤其嚴重。 婦女超越生育和母親身份的價值评估變得重要。
- 生育率下降的原因不僅包含避孕藥的供應和使用方法的知識，還有人們漸漸改變了對兒童和性别的價值觀。

随之而来的人口年齡結構的变化包括青年扶養比的下降和最终的人口老龄化。 种群结构变得不那么三角形，而更像一个拉長的氣球。 在青年受撫養人数减少和老年受抚养人数增加之间的这段时期，存在着一个人口統計學機會窗口，通过提高勞動年龄人口與受撫養人口的比率，这個窗口可以潜在地促进经济增長; 人口红利。
除非允许上述因素發揮作用，否則社會的出生率不可能在適當的时候下降到低水平，這意味著社會不能進入第三階段，并且會陷入人口陷阱。
從轉型前水平下降超过50% 的国家包括: 哥斯達黎加、薩爾瓦多、巴拿馬、牙買加、墨西哥、哥倫比亞、厄瓜多尔、圭亞那、菲律宾、印度尼西亞、馬来西亞、斯里蘭卡、土耳其、阿塞拜疆、土庫曼斯坦、烏茲别克斯坦、突尼斯、阿爾及利亚、摩洛哥、黎巴嫩、南非、印度、沙特阿拉伯。
生育率下降了25-50% 的国家包括: 危地马拉、塔吉克斯坦、埃及和津巴布韦。
生育率下降不到25% 的国家包括: 苏丹、尼日尔、阿富汗。

## 第四階段
这發生在出生率和死亡率都很低的地方，導致總人口保持穩定。 死亡率低的原因有很多，主要是疾病發病率低和粮食產量高。 出生率低是由於避孕方法進步或婦女獲得更多的獨立性和工作機會，人們有更多的機會選擇是否要孩子。 Dtm 只是一个关于一个国家未来人口水平的建议，而不是一个预测。
目前處於這一階段的國家(2015年总和生育率2.5)包括: 安提瓜和巴布達、阿根廷、巴林、孟加拉国、不丹、佛得角、萨尔瓦多、法罗群岛、格林纳达、关岛、印度、印度尼西亞、科索沃、利比亚、马来西亚、马尔代夫、墨西哥、缅甸、尼泊尔、新喀里多尼亚、尼加拉瓜、帕劳、秘鲁、塞舌尔、斯里兰卡、苏里南、突尼斯、土耳其和委内瑞拉。

## 第五阶段

按地点分列的联合国人口预测。
注意垂直轴是对数，代表数百万人。

最初的人口转型模型只有四个阶段，但是已经提出了额外的阶段。 更肥沃的和不太肥沃的未来都被认为是第五阶段。
一些国家有少子化(也就是说，每个妇女生育2.1-2.2个孩子)。 替代生育率一般略高于2(替代双亲的水平) ，这既是因为男孩出生的次数多于女孩(约1.05-1.1-1) ，也是为了补偿在完全生育之前的死亡。 现在，许多欧洲和东亚国家的死亡率高于出生率。 人口老龄化和人口下降可能最终会发生，假设生育率不会改变和持续的大规模移民不会发生。
在2009年8月出版的《自然》杂志上的一篇文章中，米尔斯屈莱、科勒和弗朗西斯科 · 比拉里认为，以人类发展指数(HDI)衡量的"发展"与出生率之间先前的负相关关系已经变成了 j 型。 人类发展指数是预期寿命、收入和教育水平的综合指数。 发展促使人类发展指数水平下降到0.9以下，但人类发展指数的进一步进展导致出生率小幅回升。 在许多发展水平非常高的国家，目前的生育率接近每名妇女生育两个孩子的水平，但也有例外，特别是德国、意大利和日本。
在本世纪，大多数發達國家的生育率都有所提高。 從進化生物學的角度来看，更富有的人生育更少的孩子是意想不到的，因为自然选择理應偏爱那些願意並且能夠将豐富的资源轉化為豐富的後代的人。 這可能是脱離進化適應環境的结果。 因此，从进化心理学的角度来看，现代环境正在对更高的生育率施加进化压力。
南安普敦大学的 Jane Falkingham 指出:"在过去的50年里，我们实际上一直在错误地预测人口数量--我们低估了死亡率的改善。" 2004年，联合国一个办事處公布了其对2300年全球人口的估计数; 估计数从"低估计数"23亿(趋向于每年 -0.32%)到"高估计数"364亿(趋向于每年 + 0.54%)不等，与之形成对比的是一个蓄意"不切实际"的"恒定生育率"假设，即134萬億(如果1995-2000年生育率在遙遠的未来保持不變)。
在人口转型的第五階段，一個國家作為一個整體遭遇不幸，这是因為死亡率高于出生率。 人口将出现負增長，影響這個國家。需要一兩代人的时間才可能恢復人口增長。

## 年龄结构的影响

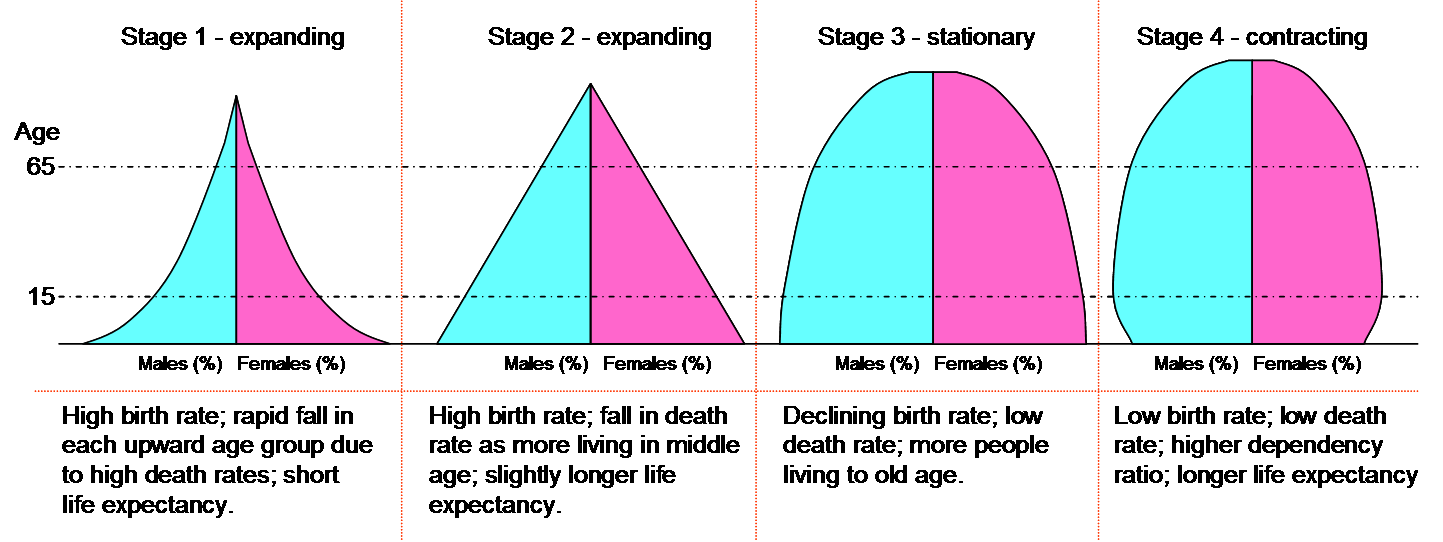
这种效果的一个可视化可以用这些假设的人口金字塔来近似。

在人口转型期间出现的死亡率和出生率下降可能会改变年龄结构。 在过渡的第二阶段，当死亡率下降时，结果主要是儿童人口增加。 原因是，当死亡率很高时(第一阶段) ，婴儿死亡率非常高，往往超过每1000名出生儿童200人死亡。 当死亡率下降或提高时，这可能包括降低婴儿死亡率和增加儿童存活率。 随着时间的推移，随着存活率增加的个体年龄的增加，年龄较大的儿童、青少年和年轻成年人的数量可能也会增加。 这意味着有生育能力的人口比例有所增加，如果生育率保持不变，可能导致出生子女数量的增加。 这将进一步增加儿童人口的增长。 因此，人口结构转型的第二阶段意味着儿童依赖性的增加，并造成人口结构中的青年膨胀。 随着人口继续通过人口结构转型进入第三阶段，生育率下降，青年人口暴增，这是在脱离对儿童的依赖进入工作年龄之前。 这一过渡阶段通常被称为黄金时代，通常是人们看到生活水平和经济发展取得最大进步的时期。 然而，死亡率和生育率的进一步下降最终将导致人口老龄化和老年扶养比的上升。 人口老龄化扶养比的增加通常意味着人口已经低于更替水平的生育率，因此没有足够的劳动年龄人口来支撑经济和不断增长的依赖人口。

## 历史研究

### 英国
从1750年到1975年，英格兰经历了从高死亡率和高生育率到低生育率的转变。 一个主要的因素是死亡率的急剧下降，由于传染病，从大约11 / 1000下降到不到1 / 1000。  相比之下，其他原因造成的死亡率在1850年为千分之12，而且没有明显下降。 农业革命和运输的发展，由运河的建设引发，导致了更多的粮食和煤炭供应，并使工业革命能够提高生活水平。 总的来说，科学发现和医学突破对传染病死亡率的早期大幅下降没有重要贡献。

### 爱尔兰
在20世纪80年代和90年代早期，爱尔兰的人口状况趋于欧洲标准。  死亡率高于欧洲共同体的平均水平，1991年爱尔兰的生育率下降到更替水平。 爱尔兰过去人口统计学的特点及其最近的迅速变化挑战了既定的理论。 最近的变化反映了爱尔兰社会内部的变化，包括计划生育、妇女参加工作、天主教会权力急剧下降以及移民因素。

### 法国
法国显示出与西方人口演变标准模型的真正差异。  法国案件的独特性源于其特定的人口历史、历史文化价值和内部地区动态。 法国的人口转型是不寻常的，死亡率和出生率同时下降，因此在19世纪没有人口繁荣。
法国的人口特征轮廓与它的欧洲邻国和一般的发达国家相似，但它似乎在延缓西方国家的人口下降。 2006年，它拥有6290万居民，是欧洲联盟中人口第二多的国家，表现出一定的人口动态，2000年至2005年增长率为2.4% ，高于欧洲平均水平。 这一增长的三分之二以上可归因于高生育率和出生率导致的自然增长。 相比之下，法国是移民平衡较弱的发达国家之一，这是欧洲层面的一个原始特征。 若干相互关联的原因造成了这种单一现象，特别是伴随着更多未婚家庭和非婚生育的亲家庭政策的影响。 这些总的人口趋势与区域人口统计的变化同样重要。 自1982年以来，法国大陆出现了同样的重大趋势: 人口最少的农村地区和东北部工业区出现了人口停滞，西南部和大西洋沿岸地区出现了强劲增长，大都市地区也出现了活力。 地区之间人口的变化是增长差异的主要原因。 通过对居住设施、经济增长、城市动态等多个参数的过滤，可以得到不同的区域特征。 因此，法国人口的分布似乎越来越不仅取决于区域间的流动性，而且还取决于个别家庭的居住偏好。 这些挑战与人口结构和分布动态有关，不可避免地提出了城乡规划问题。 最近的人口普查数字表明，城市人口的大量涌出意味着继续出现负移民流的农村地区减少——自2000年以来，三分之二的农村社区出现了一些负移民流。 大城市的空间人口扩展放大了半城市化进程，但同时也伴随着选择性住宅流动、社会选择和基于收入的社会空间隔离。

### 亚洲
Mcnicoll (2006)研究了20世纪60年代至90年代东亚和东南亚健康和生育率显著变化背后的共同特征，重点关注七个国家: 台湾和韩国("小虎"经济体)、泰国、马来西亚和印度尼西亚("第二波"国家) ，以及中国和越南("市场列宁主义"经济体)。 人口变化可以被看作是社会和经济发展的副产品，在某些情况下，还伴随着强大的政府压力。 过渡顺序包括建立一个有效的、典型的专制的地方行政系统，为卫生、教育和计划生育方面的促进和服务提供提供一个框架。  随后的经济自由化提供了向上流动的新机会---- 以及倒退的风险---- 伴随着社会资本的侵蚀和服务项目的崩溃或私有化。

#### 印度
截至2013年，印度處於人口转型第三阶段的后半期，人口為12.3億。 與欧盟、日本等國家相比，我国的人口转型进程已经落后了近40年。 印度目前的人口转型阶段及其更高的人口基数将在未来几十年产生一个丰富的人口红利。

#### 韩国
Cha (2007)分析了一组面板数据，以探索1916-38年间工业革命、人口结构变迁和人类资本积累如何在韩国相互作用。 收入增长和公共卫生投资导致死亡率下降，这抑制了生育率，促进了教育。 工业化、技能溢价和缩小性别工资差距进一步促使父母选择子女质量。 扩大教育需求通过积极的公立学校建设计划得以满足。 两次世界大战之间的农业萧条加剧了传统的收入不平等，提高了生育率，阻碍了大众教育的普及。 随着非殖民化的到来，地主制崩溃了，随之而来的不平等现象的减少加速了人类和自然资本积累的增长，从而导致了韩国的经济增长。

### 马达加斯加
坎贝尔根据人口转型理论研究了19世纪马达加斯加的人口统计学。 这一理论的支持者和批评者都坚持认为，影响人口结构的人为因素和诸如气候、饥荒和疾病等"自然"因素之间存在着内在的对立。 他们还假定前殖民时代和殖民时代之间存在明显的时间差，认为"自然"人口影响在前一时期更为重要，而在后一时期则以人为因素为主。 坎贝尔认为，在19世纪的马达加斯加，以 Merina 为代表的人类因素是主要的人口影响因素。 然而，这种状态的影响是通过自然力量感受到的，并且随着时间的推移而变化。 18世纪末19世纪初，Merina 国家政策刺激了农业生产，这有助于创造更多更健康的人口，并为梅里纳在马达加斯加的军事和经济扩张奠定了基础。 从1820年开始，这种扩张主义的代价导致国家以牺牲农业生产为代价，增加对强迫劳动的剥削，从而将其转变为一种负面的人口力量。  不孕症和婴儿死亡率对总体人口水平的影响可能比成人死亡率更为显著，它们从1820年开始增加，原因是疾病、营养不良和压力，所有这些都源于国家强制劳动政策。 现有的估计数字表明，1820年至1895年期间，马达加斯加的人口几乎没有增长。 人口过渡理论批评者将非洲的人口"危机"归咎于殖民时代，这种危机起源于马达加斯加帝国梅里纳政权的政策，在这个意义上，梅里纳政权与殖民时代的法国政权形成了联系。 因此，坎贝尔质疑了支配关于非洲人口史的辩论的基本假设，并建议根据政治力量与"自然"人口影响之间不断变化的相互作用来重新评估其对人口的影响。

### 俄罗斯

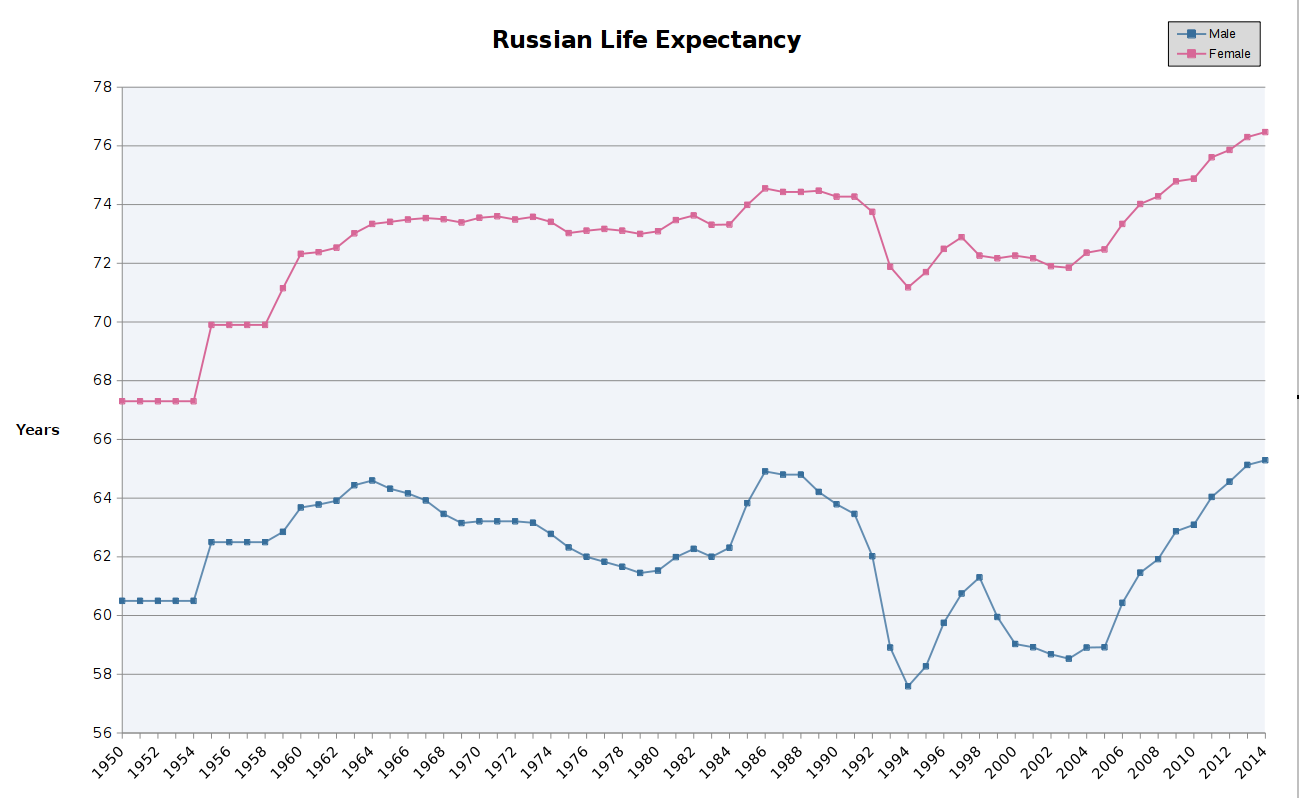
1950年以来俄罗斯男性和女性的预期寿命

俄罗斯在18世纪与欧洲其他国家同时进入了转型的第二阶段，尽管转型的影响仍限于死亡率的适度下降和人口的稳定增长。 俄罗斯的人口在19世纪几乎翻了两番，从3000万增加到1.33亿，并持续增长，直到第一次世界大战和随后的动乱。 随后，俄罗斯迅速过渡到了第三阶段。 虽然生育率最初有所回升，在1920年代中期几乎达到7个子女 / 妇女，但1931年至1933年的饥荒使生育率下降，1941年由于第二次世界大战而崩溃，战后只反弹到3个子女 / 妇女的持续水平。 到1970年，俄罗斯坚定地处于第四阶段，粗出生率和粗死亡率分别为15 / 1000和9 / 1000。

### 美国
Greenwood 和 Seshadri (2002年)的研究表明，从1800年到1940年，美国的人口结构发生了变化，从大部分是生育率高的农村人口(平均每个白人妇女生育7个孩子)变成了生育率低的农村人口(43%) ，平均每个白人妇女生育两个孩子。 这种转变是技术进步的结果。 实际工资增加了六倍，使得儿童失去工作机会的成本更高，农业生产率的提高减少了农村对劳动力的需求，其中很大一部分传统上是由农村家庭的儿童完成的。
Dtm 理论的简化提出，死亡率最初下降，随后生育率下降。 过去两个世纪美国不断变化的人口结构与这种模式并不相符。 从1800年左右开始，生育率急剧下降; 在那个时候，平均每个妇女一生通常生育7个孩子，但到1900年，这个数字已经下降到将近4个。 美国的死亡率直到近1900年才出现下降，这是在生育率下降100年之后。
然而，这种后期下降发生在一个非常低的初始水平。 在17世纪和18世纪，北美殖民地大部分地区的粗死亡率为每年每千名居民15至25人死亡(第一和第二阶段的典型死亡率高达每千人40人死亡)。 出生时的预期寿命大约是40岁，有些地方甚至达到了50岁。
这种现象可以用美国的殖民模式来解释。 该国人口稀少的内陆地区有足够的空间容纳所有"多余的"人口，抵消了造成旧世界高死亡率的机制(由于过度拥挤、实际工资低和由于可用农业土地数量有限而人均卡路里不足造成的传染病传播)。 由于死亡率低，但出生率处于第一阶段，美国的人口必然呈指数级增长(从1790年的不到400万人，到1850年的2300万人，到1900年的7600万人)。)
唯一没有这种模式的地区是美国南部。 在18世纪的北卡罗来纳州，疟疾等致命的地方性疾病的高流行率使得死亡率高达每千人中有45-50人死亡。 在新奥尔良，死亡率居高不下(主要是由于黄热病) ，以至于直到19世纪下半叶，该市仍被描述为"美国的死亡之都"——每1000人中有50人或更高的死亡率。
今天，美国被认为是低生育率和低死亡率的国家。 具体而言，每年出生率为14 / 1000，死亡率为8 / 1000。

## 批判性评估

经济发展水平较低的国家的人口结构转型速度比高收入国家快得多。

必须了解的是，DTM 只是一个模型，不一定能够预测未来。 然而，它确实表明了一个不发达国家未来的出生率和死亡率，以及总人口规模。 当然，最特别的是，数字地面模型没有对移民引起的人口变化做出任何评论。 它不适用于高发育水平，因为有证据表明，人类发展指数达到0.9之后，生育率又会上升。
Dtm 不能解释艾滋病等近期现象; 在这些地区，艾滋病毒已成为死亡率的主要来源。  在马拉维、苏丹和尼日利亚等国，水传播的细菌性婴儿死亡率的某些趋势也令人不安; 例如，在1975年至2005年期间，DTM 的进展明显受阻并出现逆转。
Dtm 假设人口变化是由工业变化和财富增加引起的，而没有考虑到社会变化在决定出生率方面的作用，例如妇女的教育。 近几十年来，在发展其背后的社会机制方面做了更多的工作。
Dtm 假设出生率与死亡率无关。 然而，人口学家坚持认为，没有历史证据表明，在高死亡率事件之后，整个社会的生育率会显著上升。 值得注意的是，在诸如黑死病这样的事件之后，一些具有历史意义的人口花费了许多年的时间来取代生命。
一些人声称，DTM 无法解释20世纪下半叶亚洲大部分地区的早期生育率下降或中东部分地区生育率下降的延迟。  然而，人口统计学家约翰 · c · 考德威尔认为，与西欧、美国、加拿大、澳大利亚和新西兰相比，一些发展中国家生育率迅速下降的主要原因是政府计划和政府及家长对教育的大规模投资。

## 二次人口结构转型
二次人口转变是1986年 Ron Lesthaeghe 和 Dirk van de Kaa 在荷兰社会学期刊 Mens en Maatschappij 上发表的一篇短文中首次提出的概念框架。:181 特殊和差别待遇处理了北美和西欧从1963年左右到现在发生的性行为和生殖行为模式的变化，当时一般人口采用避孕药和其他廉价有效的避孕方法，如宫内节育器。 再加上性革命以及妇女在社会和劳动力中作用的增强，由此产生的变化已经深刻地影响了工业化国家的人口结构，从而导致少子化水平下降。
这些变化--选择不结婚或不要孩子的妇女人数增加、婚外同居增加、单身母亲生育率增加、妇女接受高等教育和职业生涯的人数增加，以及其他变化与个人主义和自主权的增加有关。特别是对妇女而言。 动机已经从传统和经济的动机转变为了悟真我的动机。
2015年，华盛顿美国企业研究所(American Enterprise Institute)的政治经济学家尼古拉斯 · 埃伯施塔特(Nicholas Eberstadt)将第二次人口转型描述为"长期稳定的婚姻已经结束，离婚或分居正在兴起，伴随着一系列的同居和越来越多的偶然关系。"

## 脚注
1. 1 2 3  Caldwell, John C.; Bruce K Caldwell; Pat Caldwell; Peter F McDonald; Thomas Schindlmayr. . Dordrecht, The Netherlands: Springer. 2006: 239. ISBN 978-1-4020-4373-4.
2. 1 2  , , About,   [2018-12-28], （原始内容存档于2017-02-26）.
3. 1 2 3 4  Myrskylä, Mikko; Kohler, Hans-Peter; Billari, Francesco C. . Nature. 2009, 460 (7256): 741–3. Bibcode:2009Natur.460..741M. PMID 19661915. doi:10.1038/nature08230.
4. 1 2 3 4 5  我们能确定世界人口将停止增长吗？ 新闻，2012年10月13日
5. ↑  Galor, Oded. . Cliometrica. 17 February 2011, 6 (1): 1–28. PMC 4116081 . PMID 25089157. doi:10.1007/s11698-011-0062-7.
6. ↑  Landry, Adolphe. . Population and Development Review. December 1987, 13 (4): 731. JSTOR 1973031. doi:10.2307/1973031.
7. ↑  Woods, Robert. . Cambridge University Press. 2000-10-05: 18  [2018-12-28]. ISBN 978-0-521-78254-8. （原始内容存档于2020-09-24）.
8. 1 2 3 4 5 6 7 8 9 10 11  , , UWC,   [2018-12-28], （原始内容存档于2019-06-05）.
9. ↑  . geographyfieldwork.com.   [2018-12-28]. （原始内容存档于2010-05-27）.
10. 1 2  考德威尔(2006) ，第五章
11. ↑  .   [2018-12-28]. （原始内容存档于2007-10-23）.
12. 1 2  考德威尔(2006) ，第10章
13. ↑  . 16 October 2014  [2018-12-28]. （原始内容存档于2018-02-21）.
14. ↑  , , Marathon, UWC,   [2018-12-28], （原始内容存档于2019-06-05）.
15. ↑  , The Economist, 7 February 2008  [2018-12-28], （原始内容存档于2017-02-26）.
16. ↑  , ,   [2018-12-28], （原始内容存档于2020-07-29）.
17. ↑  . data.worldbank.org.   [2018-12-28]. （原始内容存档于2019-11-29）.
18. ↑  Myrskyla, M; Kohler, H-P; Billari, F, , Nature, 6 August 2009, 460 (7256): 741–43  [2018-12-28], Bibcode:2009Natur.460..741M, PMID 19661915, doi:10.1038/nature08230, （原始内容存档于2009-08-09）.
19. ↑  , The Economist, 6 August 2009.
20. ↑  Clarke, Alice L.; Low, Bobbi S. . Population and Development Review. 2001, 27 (4): 633–660. doi:10.1111/j.1728-4457.2001.00633.x.
21. ↑  Daly, Martin.  (PDF). Department of Psychology, McMaster University. 26 June 1998  [14 November 2018]. （原始内容存档 (PDF)于2017-08-08）.
22. ↑   (PDF). United Nations Department of Economic and Social Affairs. 2004  [24 May 2016]. （原始内容存档 (PDF)于2018-10-06）.
23. ↑  . 18 October 2014  [2018-12-28]. （原始内容存档于2018-02-28）.
24. 1 2 3  Weeks, John R. . Cengage Learning. 2014: 94–97. ISBN 978-1-305-09450-5.
25. ↑  Coleman, DA, , Proceedings of the British Academy, 1992, (79): 53–77.
26. ↑  . Population & Societes. May 1999, (346)  [14 November 2018]. （原始内容存档于2019-05-26） （法语）.
27. ↑  Baudelle, Guy; Olivier, David, , Historiens et Géographes, 2006, 98 (395): 177–204, ISSN 0046-757X （法语）
28. ↑  .   [13 September 2013]. （原始内容存档于2016-03-06）.
29. ↑  .   [13 September 2013]. （原始内容存档于2016-03-06）.
30. ↑  Myung, Soo Cha,  (PDF) (working Paper), KR: Naksungdae Institute of Economic Research, July 2007  [2018-12-28], （原始内容存档 (PDF)于2020-11-26）.
31. ↑  Campbell, Gwyn, , Journal of African History, 1991, 32 (3): 415–45, ISSN 0021-8537, doi:10.1017/s0021853700031534.
32. ↑  . Demoscope.ru. 26 April 2011  [14 May 2011]. （原始内容存档于2011-05-14）.
33. ↑  1992年以来美国俄罗斯的预期寿命检索于2008年5月29日
34. ↑  . tacitus.nu. （原始内容存档于2018-01-08）.
35. ↑  Greenwood, Jeremy; Seshadri, Ananth. . January 2002. SSRN 297952 .
36. ↑  Herbert S. Klein. . : 39.
37. ↑  Michael R. Haines; Richard H. Steckel. . : 163–164.
38. ↑  Haines, Michael R. . NBER Historical Working Paper No. 134. July 2001. doi:10.3386/h0134.
39. ↑  , , USA: CIA,   [2018-12-28], （原始内容存档于2018-12-26）.
40. ↑  , , November 2006  [2018-12-28], （原始内容存档于2007-04-11）.
41. 1 2  Ron J. Lesthaeghe, , Historical Social Research, 2011, 36 (2): 179–218
42. ↑  Ron Lesthaeghe; Dirk van de Kaa. . Deventer : Van Loghum Slaterus. 1986: 9–24. ISBN 9789036800181.(in Dutch with summaries in English)
43. ↑  Ron J. Lesthaeghe,  (PDF), IPD Working Paper, Interuniversity Programme in Demography, 1991  [February 26, 2017]
44. ↑  Dirk J. van de Kaa.  (PDF). 29 January 2002  [May 6, 2016]. （原始内容存档 (PDF)于2020-10-29）.
45. ↑  Ron Lesthaeghe. . Proceedings of the National Academy of Sciences of the United States of America. December 23, 2014, 111 (51): 18112–18115. Bibcode:2014PNAS..11118112L. PMC 4280616 . PMID 25453112. doi:10.1073/pnas.1420441111.
46. ↑  Nicholas Eberstadt, , Wall Street Journal, February 21, 2015  [February 26, 2017], （原始内容存档于2020-12-13）, ‘They’re getting divorced, and they’ll do anything NOT to get custody of the kids.” So reads the promotional poster, in French, for a new movie, “Papa ou Maman"